# 도오
도오 지방(일본어: 道央, どうおう)은 홋카이도의 지역구분으로 홋카이도의 중앙부를 의미한다.
- 이시카리 진흥국 (지도 상 1번)

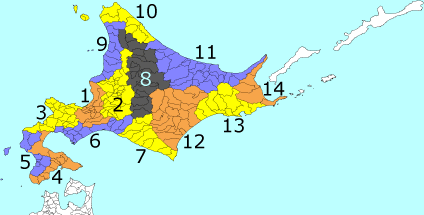
홋카이도 각 지청의 관할 구분도

- 소라치 종합진흥국 (지도 상 2번 일대)
- 시리베시 종합진흥국 (지도상 3번)
- 이부리 종합진흥국 (지도상 6번)
- 히다카 진흥국 (지도상 7번)